# Кубок світу з біатлону 2016—2017 — етап 1
Перший етап Кубка світу з біатлону 2016—17 відбувався в Естерсунді, Швеція, з 27 листопада по 4 грудня 2016 року. До програми етапу було включено 8 гонок: індивідуальна, спринт та гонка переслідування у чоловіків та жінок, а відкриється етап змішаною естафетою та одиночною змішаною естафетою.

## Гонки
Розклад гонок наведено нижче.
| Дата         | Час       | Гонка                                  |
| ------------ | --------- | -------------------------------------- |
| 27 листопада | 15:30 CET | Змішана естафета 2x6+2x7,5 км          |
| 27 листопада | 18:10 CET | Індивідуальна змішана естафета         |
| 30 листопада | 18:00 CET | Чоловіки, індивідуальна гонка на 20 км |
| 1 грудня     | 18:00 CET | Жінки, індивідуальна гонка на 15 км    |
| 3 грудня     | 11:45 CET | Жінки, спринт на 7,5 км                |
| 3 грудня     | 14:45 CET | Чоловіки, спринт на 10 км              |
| 4 грудня     | 11:15 CET | Жінки, переслідування 10 км            |
| 4 грудня     | 13:20 CET | Чоловіки, переслідування 12,5 км       |

## Змішані естафети

### Призери
| Гонка: | Золото:                                                                    | Час                                                       | Срібло:                                                                    | Час                                                   | Бронза:                                                       | Час                                                   |
| Одиночна змішана естафета Протокол [Архівовано 28 листопада 2016 у Wayback Machine.], Протокол [Архівовано 28 листопада 2016 у Wayback Machine.] | Франція Марі Дорен-Абер Мартен Фуркад                                      | 35:43.5 (0+0) (0+2) (0+0) (0+0) (0+0) (0+1)               | Австрія Ліза Тереза Гаузер Сімон Едер                                      | +16.0 (0+1) (0+1) (0+1) (0+0) (0+1) (0+1)             | Німеччина Франциска Пройс Ерік Лессер                         | +25.2 (0+0) (0+1) (0+1) (0+0) (0+0) (0+2)             |
| Змішана естафета 2 x 6 км + 2 x 7.5 км Протокол [Архівовано 27 листопада 2016 у Wayback Machine.]                                                | Норвегія Марте Олсбю Фанні Гурн-Біркеланд Уле-Ейнар Б'єрндален Йоганнес Бо | 1:10:57.1 (0+1) (0+1) (0+0) (0+3) (0+0) (0+0) (0+1) (0+0) | Німеччина Франциска Гільдебранд Лаура Дальмаєр Бенедікт Долль Арнд Пайффер | +33.7 (0+0) (0+1) (0+0) (0+3) (0+0) (0+1) (0+1) (0+0) | Італія Ліза Віттоцці Доротея Вірер Лукас Гофер Домінік Віндіш | +44.2 (0+3) (0+1) (0+2) (0+1) (0+0) (1+3) (0+1) (0+1) |

## Чоловіки

### Призери
| Гонка:                                                                         | Золото:               | Час               | Срібло:                   | Час             | Бронза:                    | Час               |
| Індивідуальна 20 км Протокол [Архівовано 2 грудня 2016 у Wayback Machine.]     | Мартен Фуркад Франція | 51:33.8 (0+2+0+0) | Йоганнес Бо Норвегія      | +29.5 (0+0+0+2) | Володимир Чепелін Білорусь | +1:24.3 (1+0+0+0) |
| Спринт 10 км Протокол [Архівовано 13 грудня 2016 у Wayback Machine.]           | Мартен Фуркад Франція | 23:31.9 (0+0)     | Фредерик Ліндстрем Швеція | +41.5 (0+0)     | Арнд Пайффер Німеччина     | +43.6 (0+0)       |
| Переслідування 12,5 км Протокол [Архівовано 13 грудня 2016 у Wayback Machine.] | Антон Бабіков Росія   | 31:22.3 (0+0+1+0) | Максим Цвєтков Росія      | +10.5 (2+0+0+2) | Мартен Фуркад Франція      | +15.2 (0+0+0+0)   |

## Жінки

### Призери
| Гонка:                                                                      | Золото:                  | Час               | Срібло:                    | Час               | Бронза:                  | Час               |
| Індивідуальна 15 км Протокол [Архівовано 1 грудня 2016 у Wayback Machine.]  | Лаура Дальмаєр Німеччина | 46:14.0 (0+0+1+1) | Анаїс Бескон Франція       | +15.8 (0+0+0+1)   | Дар'я Юркевич Білорусь   | +1:17.3 (0+0+0+0) |
| Спринт 7,5 км Протокол [Архівовано 13 грудня 2016 у Wayback Machine.]       | Марі Дорен-Абер Франція  | 20:09.7 (0+0)     | Кайса Мякяряйнен Фінляндія | +11.4 (0+1)       | Габріела Коукалова Чехія | +19.9 (0+0)       |
| Переслідування 10 км Протокол [Архівовано 5 грудня 2016 у Wayback Machine.] | Габріела Коукалова Чехія | 31:43.3 (0+0+1+0) | Лаура Дальмаєр Німеччина   | 31:51.7 (0+1+1+0) | Доротея Вірер Італія     | 32:04.7 (0+0+0+0) |

## Досягнення
Перша перемога на етапах Кубка світу
Найкращий виступ за кар'єру
| - Дар'я Юркевич (BLR) — 3 місце в індивідуальній гонці; | - Володимир Чепелін (BLR) — 3 місце в індивідуальній гонці; |

Перша гонка в Кубку світу
|  |  |